# اووه وگمن
اووه وگمن (انگلیسی: Uwe Wegmann؛ زادهٔ ۱۴ ژانویهٔ ۱۹۶۴) بازیکن فوتبال اهل آلمان است.
از باشگاه‌هایی که در آن بازی کرده‌است می‌توان به باشگاه فوتبال فادوتس، باشگاه فوتبال کایزرسلاوترن، باشگاه فوتبال بوخوم، باشگاه فوتبال روت‌وایس اسن، و باشگاه فوتبال لوگانو اشاره کرد.